# لوحة حقل القمح وأشجار السرو
لوحة حقل القمح وأشجار السرو هي إحدى ثلاث لوحات زيتية مماثلة رسمها فنسنت فان جوخ عام 1889، كجزء من مجموعته حقول القمح . عُرضت جميعها في مستشفى سان بول دو موسول العقلي في سان ريمي بالقرب من مدينة آرل في فرنسا، حيث كان فان جوخ مريضًا من مايو 1889 إلى مايو 1890. كانت الأعمال مستوحاة من المنظر الذي كان يشاهده من نافذة المستشفى بإتجاه جبال ألبيليس .
تُظهر اللوحة حقولاً ذهبية من القمح الناضج وأشجار السرو البروفانسية الداكنة والشاهقة التي تشبه المسلة الخضراء لأشجار الزيتون الخضراء اليمنى والخفيفة في منتصف المسافة، مع وجود تلال وجبال مرئية خلفها، وغيوم بيضاء تحوم في سماء زرقاء. رُسمت النسخة الأولى (F717) في أواخر يونيو أو أوائل يوليو 1889، خلال فترة من الرسم الجنوني وبعد فترة وجيزة من إكمال فان جوخ لـ لوحة "ليلة النجوم" . في وقتٍ كان مفتونًا فيه بالسرو كان من المرجحِ، أنها قد رُسمت في الهواءِ الطلق"، بالقرب من الحقل، عندما كان فان جوخ قادرًا على مغادرة حرم المستشفى. اعتبرهذا العمل أحد أفضل لوحاته الصيفية. كتب فنسنت في 2 تموز / يوليو عام 1889، وصف اللوحة في رسالة أرسلها إلى أخيه ثيو : "لدي لوحة أشجار سرو وبعض عيدان القمح، وبعض الخشخاش، وسماء زرقاء كقطعة من قماش اسكتلندي منقوش؛ كانت هي الرسمة الأولى بتكوين انطباعي سميك كأسلوب مونتيتشيلي، كذلك لوحة حقل القمح والشمس، والتي تمثل الحرارة الشديدة سميكة ايضًا."
اضطر فان جوخ إلى أخذ إجازة لمعالجة بعض المشكلات الخطيرة بسبب المرض العقلي الذي حل به في أواخر يوليو وأوائل أغسطس، ولكنه كان قادرًا على استئناف الرسم في أواخر أغسطس وأوائل سبتمبر 1889. بعد استخدام قلم القصب في عمله الأخير، والذي يحتفظ به متحف فان جوخ في أمستردام، قام فان جوخ بنسخ التركيبة مرتين بالزيت في مرسمهِ، إحداها بنفس الحجم تقريبًا (F615) وأخرى بنسخة أصغر (F743). ربما رُسمت نسخة المرسم الكبرى أثناء جلسة واحدة، مع بعض التعديلات الطفيفة اللاحقة بإضافة لمسات من اللونِ الأصفر والبني. رسم فان جوخ التصميم بالتخطيط بالفحم. واستعمل دهان خفيف على أشجار السرو والسماء، مع إبراز الأرض في أماكن محددة، واستخدام تكوين سميك للقمح الأمامي والغيوم أعلاه. ومن المميز، أنه يفضل اللون الأبيض الزهري البراق (أكسيد الزنك) على السحب البيضاء بدلاً من الرصاص الأبيض، على الرغم من خصائصه التجفيفية السيئة، مع لوحة الألوان الخاصة به بما في ذلك الكوبالت الأزرق للسماء، وظلال اللون الأصفر من الكروم لحقل القمح، والأخضر المزرق والأخضر الزمردي للشجيرات والأشجار، ولمسات من القرمزي للخشخاش في المقدمة وكذلك الأزرق الصناعي. استغرقت نسخة شهر يوليو«الهواء الطلق» الكثير من العمل، ويمكن اعتبارها الدراسة الأعمق للوحة المرسم في شهر سبتمبر. أرسل نسخة المرسم الصغرى الغير مكتملة إلى والدته وأخته كهدية.
أرسل فنسنت النسخة الأكبر لشهر يوليو وسبتمبر إلى شقيقه في باريس في وقت لاحق في سبتمبر 1889. وفي عام 1900 باعت أرملة ثيو نسخة يوليو للفنان إميل شوفينكر . عرضت على يد هاوٍ جامعٍ للفن الكسندر برتييه وتاجر الفن بول كاسيرير في باريس، حيث عُرضت وصُورت لأول مرة في معرض يوجين درويت في نوفمبر 1909. ثم بيعت إلى المصرفي فرانز فون مندلسون (1865-1935) في برلين عام 1910 وبقيت مع عائلة مندلسون في ألمانيا وسويسرا حتى بيعت إلى رجل الأعمال إميل بورل في زيوريخ في عام 1952. ثم باعها ابنه، ديتر بورل في عام 1993 لمتحف المتروبوليتان للفنون في نيويورك مقابل 57 مليون دولار باستخدام أموال تبرع بها الناشر والدبلوماسي والإنساني والتر أننبرغ.
يحتفظ المعرض الوطني في لندن بنسخة مماثلة رسمت في مرسم فان جوخ في سبتمبر 1889، قام بشراؤها صندوق كورتول في عام 1923، غير مخططة، لم تُلمع أو تُشمع مطلقًا. أما النسخة الأصغر الثالثة فيحتفظ بها في مجموعة خاصة (تم بيعها في سوثبيز في لندن عام 1970 ؛ ثم في الولايات المتحدة عام 1987). 

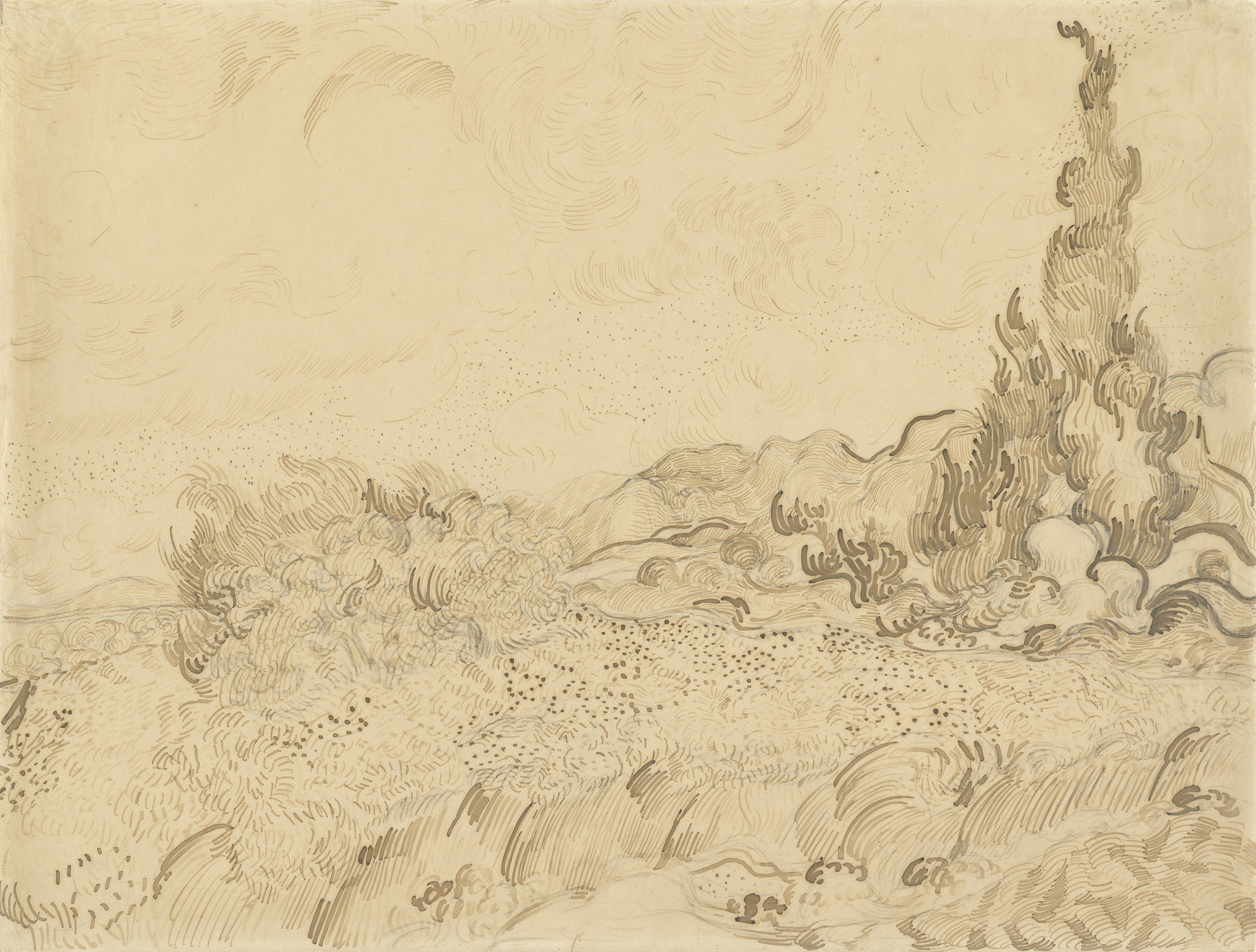
لوحة رسمها باستخدام قلم القصب ، والتي يحتفظ بها متحف فان جوخ في أمستردام (F1538)
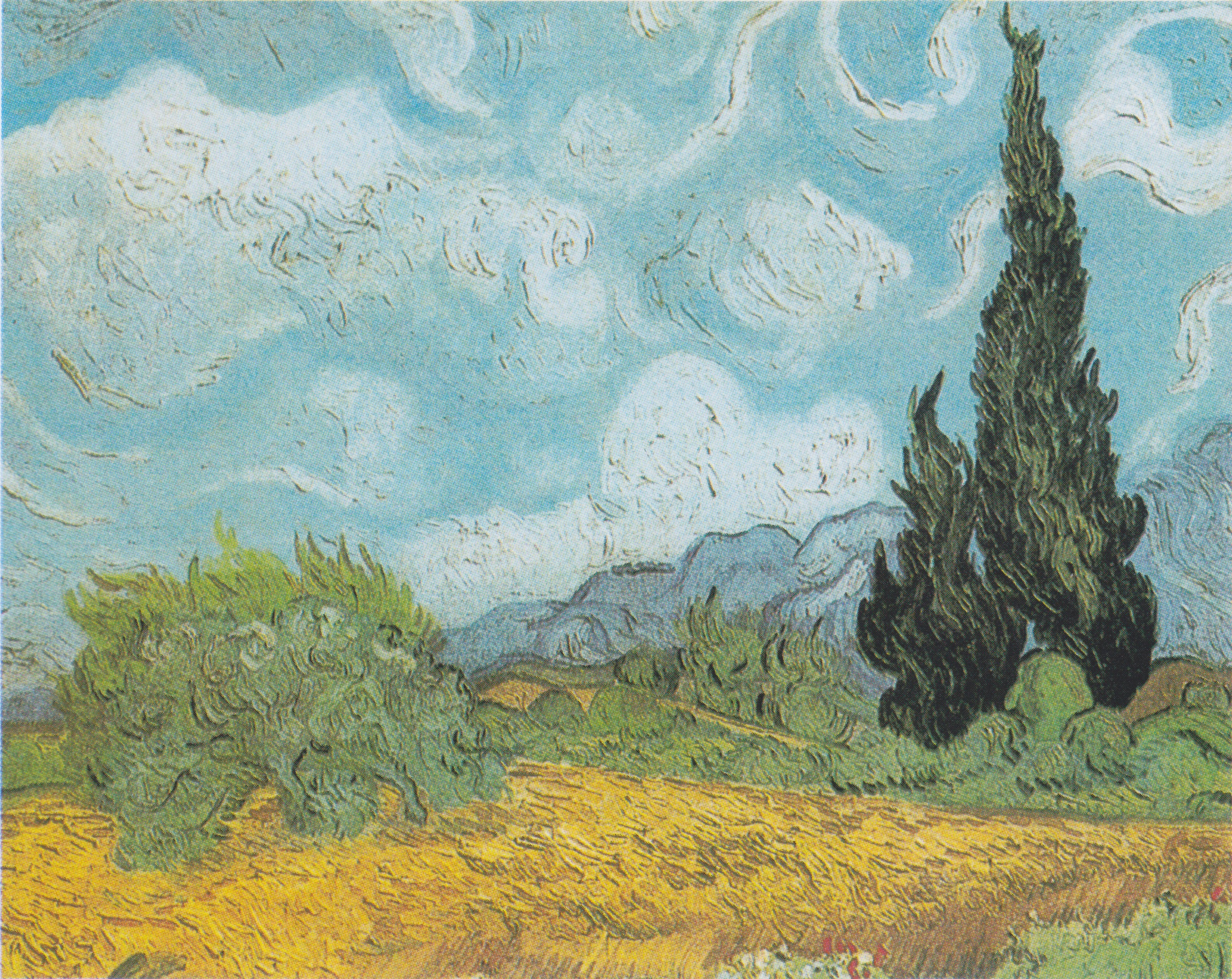
نسخة صغيرة في مجموعة خاصة ، 51.5 سـم (20.3 بوصة) بنسبة 65 سـم (26 بوصة) (F743) ، سبتمبر 1889

## روابط خارجية
- فنسنت فان جوخ، ويتفيلد مع السرو ، ColourLex